# HD 145100
HD 145100，又名BD-17 4502，SAO 159745、HR 6012，是一颗恒星，视星等为6.47，位于銀經355.15，銀緯23.82，其B1900.0坐标为赤經16h 4m 9.6s，赤緯-18° 23.82′ 30″。